# The Wedding Party (1969)
The Wedding Party is een Amerikaanse filmkomedie uit 1969 onder regie van Brian De Palma, Wilford Leach en Cynthia Munroe.

## Verhaal
Josephine staat op het punt om met Charlie te trouwen. Cecil wil daar aanvankelijk een stokje voor steken, maar door omstandigheden verandert hij van gedachten en dwingt Charlie om te trouwen. Charlie heeft intussen echter twijfels over het huwelijk.

## Rolverdeling
| Acteur            | Personage                   |
| ----------------- | --------------------------- |
| Valda Setterfield | Mevrouw Fish                |
| Raymond McNally   | Mijnheer Fish               |
| John Braswell     | Dominee Oldfield            |
| Charles Pfluger   | Charlie                     |
| Jill Clayburgh    | Josephine                   |
| William Finley    | Alistair                    |
| Robert De Niro    | Cecil                       |
| Judy Thomas       | Celeste                     |
| Jennifer Salt     | Phoebe                      |
| Sue Ann Gilfillan | Ninny                       |
| John Quinn        | Baker                       |
| Richard Kolmar    | Jean-Claude / Singh / Claus |
| Jane Odin         | Carol                       |
| Penny Bridgers    | Bruidsmeisje                |
| Nancy Reeder      | Bruidsmeisje                |